# 吉森賢
吉森 賢（よしもり まさる、1938年 - ）は、日本の経営学者。横浜国立大学名誉教授、放送大学客員教授。中央大学非常勤講師。専門は企業統治、企業理念、企業戦略、比較経営、国際経営。福岡県出身。

## 経歴
- 1961年　東京外国語大学外国語学部ドイツ語科卒業
- 1965年　フランス・INSEAD（MBA）
- 1967年　東京都立大学経済学部卒業（学士入学）
- 1985年　フランス・モンペリエ第1大学法経学研究科修了（経済学博士）
- 1975年　INSEADAssociate　Professor
- 1979年　パリ第9大学外国招聘教授
- 1985年　国際大学国際経営学研究科　教授（1994年まで）
- 1992年　オックスフォード大学セント・アンド・ニーズ・カレッジ　Senior　Associate　Member
- 1994年　横浜国立大学大学院　教授　(2005年まで）
- 2000年　ニューヨーク大学スターン・スクール・オブ・ビジネスResearch　Associate
- 2005年　放送大学教養学部教授
- 2009年　放送大学を定年退職

## 主要著書
- 『日米欧の企業経営』（放送大学教育振興会）
- 『EC企業の発想と行動』 （日本経済新聞社）
- 『企業家精神衰退の研究』（東洋経済新報社）
- 『アメリカ企業家精神の衰退』（ジャパンタイムス）
- 『フランス企業の発想と行動』（ダイヤモンド）
- 『西ドイツ企業の発想と行動』（ダイヤモンド）
- 『西欧企業の発想と行動』（ダイヤモンド）